# Colgate Series Championships 1978 - Singolare
Il singolare del torneo di tennis Colgate Series Championships 1978, facente parte del WTA Tour 1978, ha avuto come vincitrice Chris Evert che ha battuto in finale Martina Navrátilová con il punteggio di 6–3, 6–3.

## Tabellone

### Fase a gironi

#### Gruppo 1
| # | Vincitrice      | Avversaria       | Punteggio |
| 1 | Chris Evert     | Regina Maršíková | 6-3, 6–4  |
| 2 | Virginia Ruzici | Kerry Reid       | 7–6, 6–2  |
| 3 | Kerry Reid      | Regina Maršíková | 7–6, 6–0  |
| 4 | Chris Evert     | Virginia Ruzici  | 6-1, 6–3  |

| # | N° | Giocatrice       | Match vittorie-sconfitte | Set vittorie-sconfitte |
| 1 |    | Chris Evert      | 2-0                      | 4-0                    |
| 2 |    | Kerry Reid       | 1-1                      | 2-2                    |
| 3 |    | Virginia Ruzici  | 1-1                      | 2-2                    |
| 4 |    | Regina Maršíková | 0-2                      | 0-4                    |

#### Gruppo 2
| # | Vincitrice          | Avversaria     | Punteggio     |
| 1 | Martina Navrátilová | Betty Stöve    | 6-1, 6–0      |
| 2 | Virginia Wade       | Wendy Turnbull | 3–6, 7–5, 6–3 |
| 3 | Betty Stöve         | Wendy Turnbull | 3–6, 7–5, 7–5 |
| 4 | Martina Navrátilová | Virginia Wade  | 6-2, 6–1      |

| # | N° | Giocatrice          | Match vittorie-sconfitte | Set vittorie-sconfitte |
| 1 |    | Martina Navrátilová | 2-0                      | 4-0                    |
| 2 |    | Virginia Wade       | 1-1                      | 2-3                    |
| 3 |    | Betty Stöve         | 1-1                      | 2-3                    |
| 4 |    | Wendy Turnbull      | 0-2                      | 2-4                    |

### Legenda
| - Q = Qualificato - WC = Wild card - LL = Lucky loser | - ALT = Alternate - SE = Special Exempt - PR = Protected Ranking | - w/o = Walkover - r = Ritirato - d = Squalificato |

|  | Primo turno     | Primo turno     | Primo turno     | Primo turno | Primo turno |  |  | Semifinali          | Semifinali          | Semifinali          | Semifinali          | Semifinali          |   |   | Finale      | Finale      | Finale      | Finale | Finale |  |
|  |                 |                 |                 |             |             |  |  |                     |                     |                     |                     |                     |   |   |             |             |             |        |        |  |
|  |                 |                 |                 |             |             |  |  |                     |                     |                     |                     |                     |   |   |             |             |             |        |        |  |
|  |                 |                 |                 |             |             |  |  | Chris Evert         | Chris Evert         | Chris Evert         | 6                   | 6                   |   |   |             |             |             |        |        |  |
|  | Virginia Wade   | Virginia Wade   | 6               | 3           | 6           |  |  | Virginia Wade       | Virginia Wade       | Virginia Wade       | 2                   | 2                   |   |   |             |             |             |        |        |  |
|  | Kerry Reid      | Kerry Reid      | 2               | 6           | 3           |  |  |                     |                     |                     |                     |                     |   |   | Chris Evert | Chris Evert | Chris Evert | 6      | 6      |  |
|  | Virginia Ruzici | Virginia Ruzici | Virginia Ruzici | 6           | 6           |  |  |                     |                     | Martina Navrátilová | Martina Navrátilová | Martina Navrátilová | 3 | 3 |             |             |             |        |        |  |
|  | Betty Stöve     | Betty Stöve     | Betty Stöve     | 2           | 2           |  |  | Martina Navrátilová | Martina Navrátilová | Martina Navrátilová | 6                   | 6                   |   |   |             |             |             |        |        |  |
|  |                 |                 |                 |             |             |  |  | Virginia Ruzici     | Virginia Ruzici     | Virginia Ruzici     | 4                   | 4                   |   |   |             |             |             |        |        |  |
|  |                 |                 |                 |             |             |  |  |                     |                     |                     |                     |                     |   |   |             |             |             |        |        |  |